# Ihanska jama
Ihanska jama este o arie protejată (arie specială de conservare — SAC, sit de importanță comunitară — SCI) din Slovenia întinsă pe o suprafață de 40,52 ha, integral pe uscat.

## Localizare
Centrul sitului Ihanska jama este situat la coordonatele 46°07′16″N 14°38′47″E / 46.121°N 14.6465°E.

## Înființare
Situl Ihanska jama a fost declarat sit de importanță comunitară în aprilie 2004 pentru a proteja un număr necunoscut de specii din flora spontană și fauna sălbatică aflate în arealul zonei. Situl a fost protejat și ca arie specială de conservare în februarie 2012.

## Biodiversitate
Situată în ecoregiunea continentală, aria protejată conține 1 habitat natural: Peșteri inaccesibile publicului.
La baza desemnării sitului se află un număr nedeclarat de specii protejate.